# Накло (Дивача)
Накло (словен. Naklo, итал. Nacla San Maurizio) је насељено место у општини Дивача, Обално-Крашка регија, Словенија.

## Историја
До територијалне реорганизације у Словенији било је у саставу старе општине Сежана.

## Становништво
У попису становништва из 2011. године, Накло је имало 58 становника.
| Број становника према пописима | Број становника према пописима | Број становника према пописима |
| ------------------------------ | ------------------------------ | ------------------------------ |
| 1991                           | 2002                           | 2011                           |
| 78                             | 67                             | 58                             |